# Allopachria balkei
Allopachria balkei är en skalbaggsart som beskrevs av Wewalka 2000. Allopachria balkei ingår i släktet Allopachria och familjen dykare. Inga underarter finns listade i Catalogue of Life.